# Zofia Tarnowska z Ostaszewskich
Zofia [Zula] Tarnowska z Ostaszewskich (ur. 15 stycznia 1902 w Klimkówce, zm. 2 stycznia 1982 w Bytomiu) – polska działaczka społeczna i gospodarcza, hodowczyni koni sportowych.

## Życiorys
Urodziła się 15 stycznia 1902 jako córka właściciela ziemskiego Stanisława Ostaszewskiego i Anieli z Sękowskich. Uczęszczała do Prywatnego Gimnazjum Żeńskiego we Lwowie. Ukończyła Wyższe Kursy Ziemiańskie we Lwowie.
Prowadziła stadninę koni angielskich. Organizowała i brała udział w zawodach konnych. Uważała, że kapitałem Polski jest rozwój nowoczesnego rolnictwa. Dała temu wyraz, m.in. w manifeście do rządu pt. “Rolnictwo podstawą potęgi Polski” (wyd. Miejsce Piastowe, 1939). Prowadziła wysoko uprzemysłowiony majątek ziemski w Klimkówce.
Była aktywna w środowisku ziemiańskim. Pisywała teksty, prowadziła wierszowane dzienniki. Pozostawiła po sobie bogatą korespondencję (obecnie w zbiorach Zakładu Narodowego im. Ossolińskich), będącą świadectwem przeobrażeń warstwy ziemiańskiej widzianych oczami kobiety - przedstawicielki tej warstwy.
W 1944 poślubiła Jana Tarnowskiego z Chorzelowa (1888-1947). Zmarła w wieku 80 lat 2 stycznia 1982 w Bytomiu.